# Thelairosoma coerulescens
Thelairosoma coerulescens là một loài ruồi trong họ Tachinidae.